# Alpedriz
Alpedriz é uma povoação portuguesa do Município de Alcobaça, região Oeste e distrito de Leiria, que foi sede da Freguesia de Alpedriz, freguesia que tinha 16,17 km2 de área e 777 habitantes (2011), e, por isso, uma densidade populacional de 48,1 hab/km2.
A Freguesia de Alpedriz foi extinta (agregada) em 2013 no âmbito duma reforma administrativa nacional, tendo sido agregada às freguesias de Cós e Montes, para formar uma nova freguesia denominada União das Freguesias de Cós, Alpedriz e Montes, com sede em Cós.
Alpedriz foi vila e sede de concelho até ao início do século XIX. Este era constituído por uma freguesia e tinha, em 1801, 804 habitantes.

## População
| População da freguesia de Alpedriz | População da freguesia de Alpedriz | População da freguesia de Alpedriz | População da freguesia de Alpedriz | População da freguesia de Alpedriz | População da freguesia de Alpedriz | População da freguesia de Alpedriz | População da freguesia de Alpedriz | População da freguesia de Alpedriz | População da freguesia de Alpedriz | População da freguesia de Alpedriz | População da freguesia de Alpedriz | População da freguesia de Alpedriz | População da freguesia de Alpedriz | População da freguesia de Alpedriz |
| ---------------------------------- | ---------------------------------- | ---------------------------------- | ---------------------------------- | ---------------------------------- | ---------------------------------- | ---------------------------------- | ---------------------------------- | ---------------------------------- | ---------------------------------- | ---------------------------------- | ---------------------------------- | ---------------------------------- | ---------------------------------- | ---------------------------------- |
| 1864                               | 1878                               | 1890                               | 1900                               | 1911                               | 1920                               | 1930                               | 1940                               | 1950                               | 1960                               | 1970                               | 1981                               | 1991                               | 2001                               | 2011                               |
| 898                                | 965                                | 1 011                              | 1 103                              | 1 227                              | 1 317                              | 1 447                              | 1 633                              | 1 852                              | 1 786                              | 1 558                              | 1 519                              | 814                                | 849                                | 777                                |

Em 1989 deu origem à freguesia de Montes.

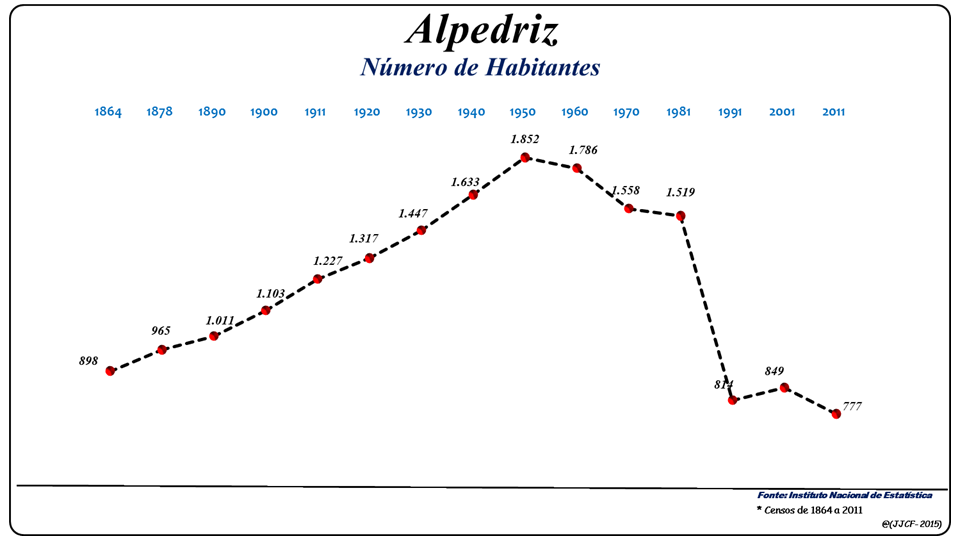
Evolução da População (1864 / 2011)

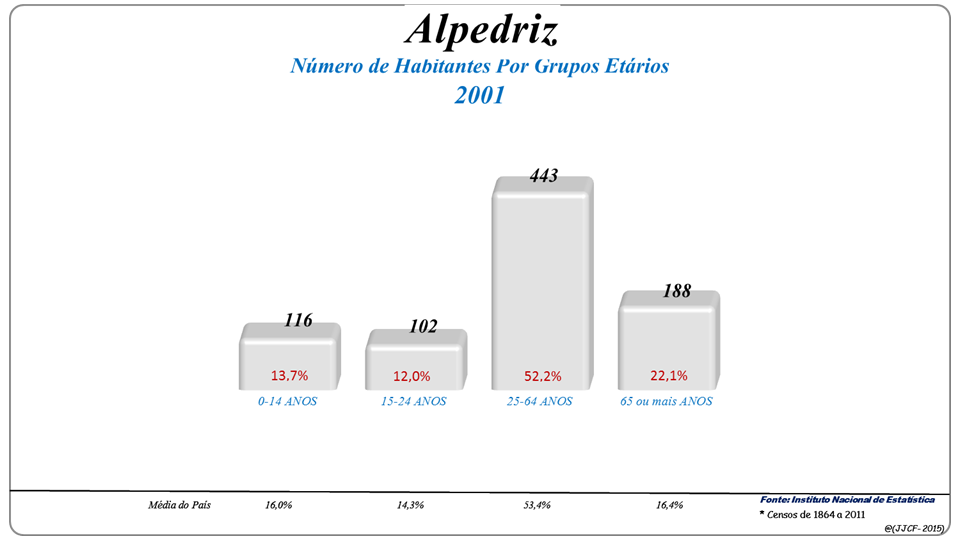
Grupos Etários (2001 e 2011)

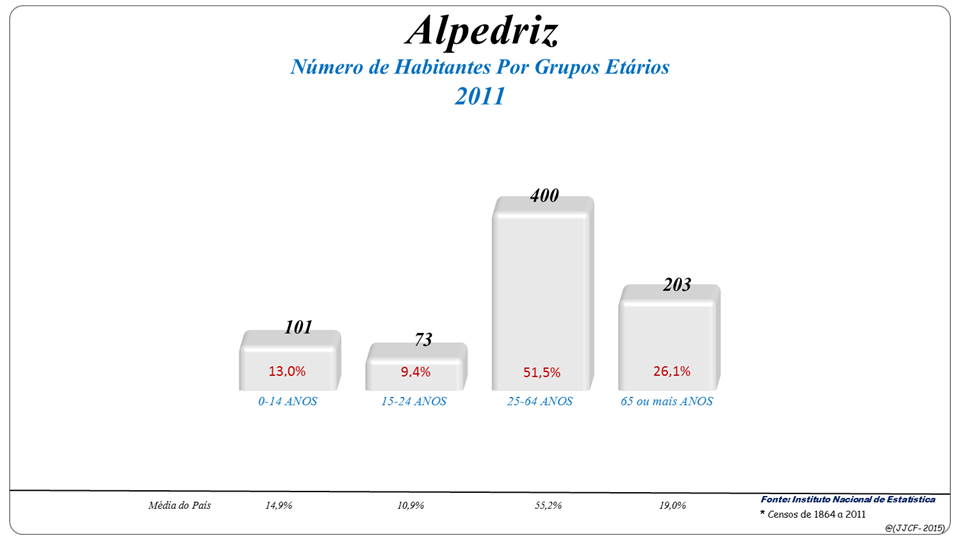
Grupos Etários (2001 e 2011)

## História
Alpedriz é uma antiga Vila no litoral centro, cujo nome, incerto; se crê do baixo-latim petrinea, 'pedrinha', talvez com a junção moçarabe do prefixo *al- resultado da posterior presença moura. Do mesmo topónimo em Portugal, existem Alpedrinha, Alpedrede e Alpedreirinha. Há diversos mitos populares quanto ao nome, um deles que a vila teria sido fundada pelos mouros em meados do século IX, derivando de duas palavras: ABI+DRIZ (supostamente 'Pai de Driz'). Improvavel porque nem 'Abi' corresponde a 'Aba' (do antigo Acádio 'Āḇu'), que significa pai na maioria das linguas semíticas, nem "Driz" é um nome árabe. Além disso, e apesar de se saber que o Rei Afonso Henriques dali expulsou os mouros em 1147, estes não deixaram qualquer sinal da sua permanência. Dos tempos Suevos e Visigodos também não foi encontrado qualquer legado, embora se saiba que ambos estes povos germânicos se fixaram nesta região e em Leiria que dista 25 km, onde deixaram numerosos vestígios. Essa herança deixa outra possibilidade quanto a toponímia ou segundo uma versão Galega, a antroponímia; do local que poderá ser Sueva ou Visigótica, derivada do nome Godo ‘Alperiz’ do antigo ‘Elpericus’ (combinação esta de Hilp + ric)  com provável hipercorreção do Latim ‘Pero ou Pedro’ como aponta a hipótese Galega.
O nome pedrinha indicaria a vila em si remontando no mínimo aos tempos romanos, de cuja época há um grande número de testemunhos em todo o antigo município, incluindo nos Montes onde devido às colinas ensoleiradas, o vinho era cultivado. A ponte mais antiga de Alpedriz foi construída nas ruínas da ponte Romana no rio d'Areia, que era atravessada pela estrada Romana passando por 'Colipo' '(atual São Sebastião do Freixo, Leiria), e ligava as cidades de Eburobrício '(atual Óbidos) e 'Conímbriga' (atual Coimbra). 
Sem se saber o nome pré-Romano, foram encontrados restos humanos num túmulo na 'Ribeira do Pereiro' remontando ao Neolítico, supondo-se assim, e à semelhança de inúmeras outras povoações nesta zona; que estes foram os ancestrais dos habitantes celtibéricos, nomeadamente os Galaicos e/ou Túrdulos Velhos. Estes humanos muito antigos eram inicialmente semi-nómadas. Dependiam dos elementos e recursos naturais para sobreviver e defender-se; tais como a localização geográfica e topografia (Alpedriz encontra-se abrigada, a meio-caminho entre o oceano Atlântico e zonas montanhosas como a Serra dos Candeeiros), ribeiras e cursos de água, vegetação, floresta, solo fértil que lhes daria fácil acesso à caça, pesca, bagas e frutos silvestres, pastorícia e agricultura rudimentar.
Pertenceu à ordem militar de Avis como sede duma Comenda desta Ordem por doação do rei Sancho I (razão pela qual Alpedriz nunca terá dependido dos Coutos do Mosteiro de Alcobaça).
O rei Manuel I, em 20 de Março de 1515 deu-lhe Foral Novo, como consta o respectivo livro, folhas 160 e seguintes. Uma cópia do mesmo foral foi obtida da Torre do Tombo por intermédio do filho desta terra o Abílio Moniz Barreto.

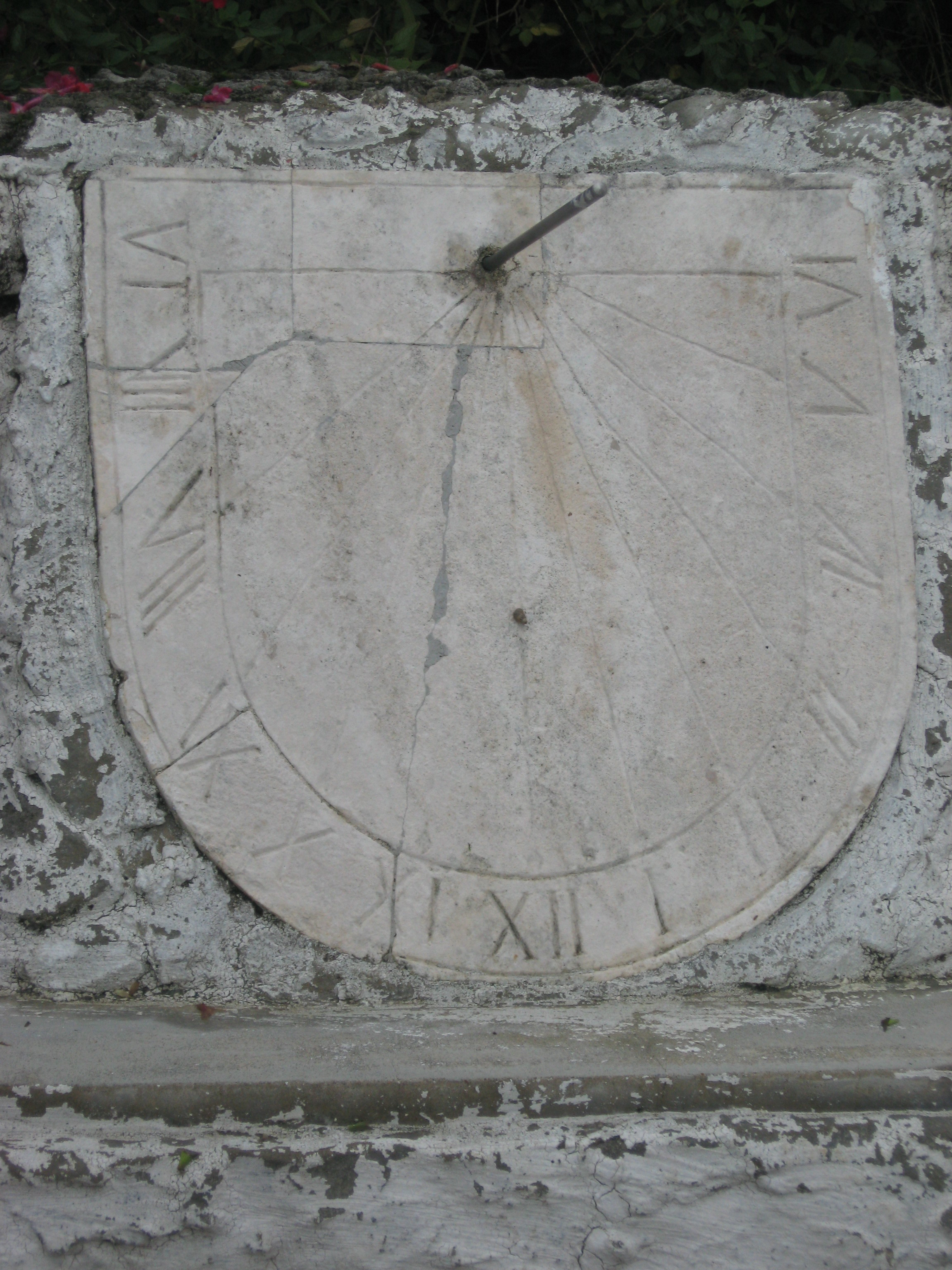
Relógio de Sol

Como um dos restos do passado de prestígio, existe um velhíssimo Pelourinho, que estava localizado no meio dum largo em frente da chamada Capela do Santíssimo, e é no lugar dessa Capela que hoje está instalado o referido Pelourinho.  Este data dos finais do século XV, periodo em que tal como nas outras vilas dos vizinhos Coutos de Alcobaça foi realizada sob o rei Manuel I (1469-1521) a chamada reforma urbana geral. Manuel I cumpriu a promessa de mais independência aos monges e priores, e concedeu-lhes os seus próprios tribunais inferiores. O pelourinho foi parcialmente preservado, após ter sido vandalizado duas vezes (em 1973 e 1992).
A vila possuiu também um Tribunal, um Hospital de  Pobres e uma prisão privada com direitos garantidos por bulas papais. Foi sede de concelho (extinto em Novembro de 1836) e gozava então de privilégios dos Caseiros da Ordem e ainda outros benefícios, entre os quais o de direito a asilo. Alpedriz tinha 2 Vereadores, um Procurador Escrivão da Câmara, um Notário do Judicial e um Juiz Ordinário; o último dos quais foi José Moniz Barreto.  
Nas dependências da referida Capela, e ao nível do 1.° andar funcionou a escola primária, onde o António Moniz Barreto de Figueiredo iniciou as suas funções em 1890. Dizia ele que esta escola era de fundação Pombalina, e o mesmo Professor fez dela um famoso centro cultural, atraindo aqui muitos alunos de todas as freguesias circundantes que iam fazer exame a Leiria. Chegaram a estar hospedados em Alpedriz, alunos da Martingança e Maiorga. Durante as Invasões Napoleónicas a vila foi ocupada pelas tropas do General Junot tendo-se as populações locais refugiado nos pinhais e bosques circundantes. Na mesma capela e suas dependências, esteve aquartelada uma guarnição militar Francesa que foi derrotada nas Linhas de Torres Vedras pelas tropas do Exército Anglo-Luso. A sala das aulas passou a ser sede da Junta de Freguesia depois da escola, por excesso de frequência ter mudado para uma sala da casa Vieira da Rosa, sita nesta rua. Conjuntamente com a Junta de Freguesia funcionou, na mesma sala, o Tribunal do Juizado de Paz de que foi seu último Juiz, o Professor atrás citado.
O Papa João XXI cujo nome à nascença era Pedro Julião Rebolo (1205-1277), foi um filho ilustre desta vila; embora a sua origem seja muitas vezes atribuída a Lisboa.  

## Património
- Pelourinho de Alpedriz